# Nouart
Nouart é uma comuna francesa na região administrativa de Grande Leste, no departamento das Ardenas. Estende-se por uma área de 17,73 km². Em 2010 a comuna tinha 133 habitantes (densidade: 7,5 hab./km²).